# Coenonympha mureisana
Coenonympha mureisana är en fjärilsart som beskrevs av Matsumura 1939. Coenonympha mureisana ingår i släktet Coenonympha och familjen praktfjärilar. Inga underarter finns listade i Catalogue of Life.